# It Must Be Love
It Must Be Love est un titre composé à l'origine et enregistré en 1971 par Labi Siffre.
Ce titre apparait en 1989 dans le film The Tall Guy avec Jeff Goldblum, Rowan Atkinson et Emma Thompson. Suggs figure dans le film echantant ce morceau.
La version originale de Labi Siffre atteint la 14e place dans les charts britanniques.
En 2007, une version remixée se trouve dans le film allemand d'Edgar Wallace Neues vom Wixxer.

## Labi Siffre
1. "It Must Be Love" - 3:42
2. "To Find Love" - 1:57

## Madness, 1981
1. "It Must Be Love" - 3:19
2. "Shadow on the House" - 3:20

## Madness, 1992
1. "It Must Be Love" - 3:19
2. "Bed and Breakfast Man" - 2:33